# Довгий Олесь Станіславович
Оле́сь Станісла́вович До́вгий (нар. 1 листопада 1980, Київ, УРСР) — український політик, секретар Київської міської ради (2006—2011), позафракційний депутат Київської міської ради (з 2006 року). Позафракційний депутат Верховної ради VIII та IX скл., член депутатської групи «Воля народу».
У ВРУ VIII скл. — член груп зі зв'язків з Австрією та Чорногорією, член комітету з питань економічної політики, секретар депутатської групи «Воля народу».
У ВРУ IX скл. — голова підкомітету з питань медичного страхування Комітету з питань здоров'я нації, медичної допомоги та медичного страхування. У Верховній раді керує офісом представників бізнесу в парламенті.

## Життєпис
Народився у сім'ї вченого, підприємця та політика Станіслава Довгого.
- 1997 — з відзнакою закінчив ЗОШ № 58 Києва.
- За програмою міжнародних обмінів прослухав курс мовної школи англ. Anglo European School of English Bournemouth (Британія). Також закінчив курс економіки та бізнесу в Kensington College of business.
- 2002 — закінчив Київський економічний університет за фахом «Міжнародна економіка та право».
- 2015 — закінчив Національний університет «Одеська юридична академія» за юридичним фахом.
- 2012—2014 — навчався за MBA-програмою для топкерівників в INSEAD — The Business School for the World.
- Кандидат економічних наук.

## Кар'єра
Трудову діяльність почав 1997 року — референтом в Українській асоціації молодих юристів. З 1998 був помічником керівника страхової компанії «Кредо Класік» (зараз «Уніка Україна») та одним із керівників групи компаній Nova Records та Western Thunder, а також був засновником першої української DVD-компанії. Довгий разом із партнерами заснував одного з перших інтернет-провайдерів та компанію «Синергія».
Згідно зі своєю декларацією, перший мільйон доларів заробив у 21 рік.
Має спільний бізнес зі своїми родичами. У бізнесовому плані найбільш значущими проєктами родини були розвиток та продаж Київського заводу радіоапаратури, у межах якого організовано виробництво комп'ютерів та ноутбуків, а також впроваджено ліцензійне виробництво телевізорів Sanyo та Philips.
Другим успішним проєктом родини Довгих стало створення мережі продуктових супермаркетів «Чумацький шлях», яку 2015 продано більш потужному гравцю на ринку — мережі супермаркетів «Велика Кишеня».
Після продажу цих двох бізнесів родина сконцентрувала свої зусилля на напрямках діяльності, пов'язаних із девелопментом, нерухомістю, приватною медициною. Група є партнером у нерухомості для мережі медичних клінік «Добробут».
Окрім нерухомості та девелопменту, у сім'ї залишився продуктовий напрямок, пов'язаний з імпортом преміальних харчових продуктів, та мережа магазинів елітної електротехніки Bang & Olufsen.
Олесь грає на саксофоні, готує. Є колекціонером сучасного українського мистецтва, має колекцію з близько 100 предметів мистецтва.

## Політика

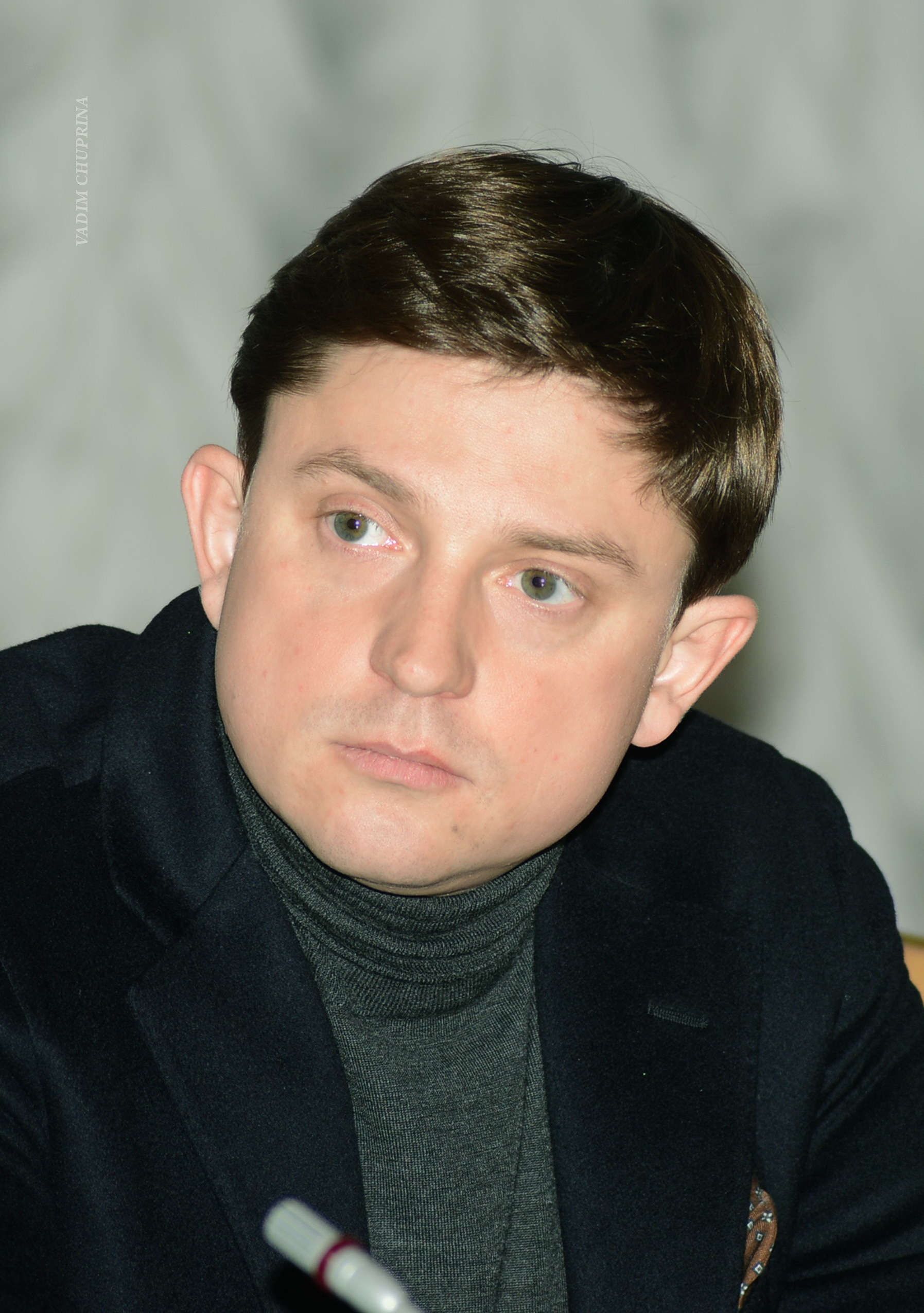
2015

18 вересня 2015 року депутат Довгий став одним з керівників групи «Воля народу». На місцевих виборах 2006 року Олесь Довгий пройшов до Київської міської ради від Блоку Леоніда Черновецького, 28 квітня того ж року був обраний заступником голови — секретарем Київради.
2008 року на дострокових виборах до столичної ради знову став депутатом та переобраний заступником голови — секретарем Київради на другий термін.
2011 року склав повноваження секретаря Київради на знак протесту проти політики Віктора Януковича.
У жовтні 2014-го був обраний народним депутатом на позачергових парламентських виборах по виборчому округу № 102 (Кіровоградська область), з результатом 29,9 %.
2014 року, під час виборчої кампанії до Верховної ради, один зі спостерігачів «Опори» заявив, що представники Довгого у Знам'янці на зустрічі з виборцями дарували ветеранам тонометри, порушуючи тим самим закон про агітацію. Як докази, було надано фото людей із пакунками, що стояли біля будівлі, де можливо проходила зустріч. За даними спостерігача, у пакунках були тонометри. При цьому, інших доказів наведено не було. Розслідування не змогло отримати доказів цієї заяви, тому кримінальне провадження за відсутності доказів закрили. Довгий в інтерв'ю заявив, що дані спостерігача не відповідають дійсності.
10 листопада 2016 року Довгого обрали офіційним представником промисловців, підприємців і роботодавців у Парламенті, також він очолив Офіс представників бізнесу у ВР.
21 липня 2019 року був повторно обраний народним депутатом на позачергових парламентських виборах по виборчому округу № 102 (Кіровоградська область).
У червні 2025 року написав заяву на складання мандату народного депутата.

## Розслідування
2007—2009 — Довгий був підозрюваним у незаконній передачі земельних ділянок заказника «Жуків острів» кооперативам. Частина цих земель була з 2005 року захищена законом як така, що потребує захисту. Збитки держави було оцінено у 81,7 млн грн. 22 грудня 2017 року САП закрила дане провадження, пояснивши це недостатністю зібраних слідством доказів та не знайшовши доказів причетності Довгого до порушення законів.
2014 року громадська мережа Опора звинуватила засновника фонду Олеся Довгого у непрямому підкупі виборців через діяльність благодійного фонду, звернувши увагу на публікації у місцевих виданнях і наявність табличок з прямою вказівкою не на фонд, а на безпосередньо кандидата .
У декларації 2015 року Довгий не вказав квартиру в Києві.
21 червня 2017 року тодішній генпрокурор України Юрій Луценко вніс до ВРУ подання щодо зняття недоторканності з Довгого через можливі порушення регламенту при голосуванні Київської міськради. За даними Луценка, Довгий міг порушити регламент 2007 року, коли він був секретарем ради. Рада тоді розглядала передачу земельних ділянок заказника «Жуків острів» кільком кооперативам.
11 липня 2017 року із трибуни Довгий сам попросив депутатів проголосувати за зняття недоторканності та заявив про непричетність до будь-яких порушень закону. В результаті голосування Верховна Рада задовольнила прохання Довгого. 22 вересня 2017 року генпрокурор Луценко підписав підозру Довгому.
Прокуратура не змогла знайти достатніх доказів порушення закону Довгим, тому 22 грудня 2017 року САП закрила це провадження.
Займався підкупом виборців, зокрема на день міста Світловодськ Довгий, бувши самовисуванцем організував концерт джазбенду і також особисто грав на саксофоні. Також він дарував солодкі подарунки до свята Миколая у Кіровоградській області. Роздавав тонометри.
Помічений за кнопкодавством.

## Громадська діяльність
У квітні 2011 року заснував БФ «Можемо разом» для підтримки освітніх проєктів для дітей, молоді та батьків. Діяльність фонду здійснюється за напрямами: спорт і здоровий спосіб життя, освітні програми та соціальні проєкти, зокрема, проєкту «Діємо разом» під час карантину і боротьби із COVID-19.
2020 року Довгий із родиною закінчили проєкт із реставрації унікальної пам'ятки української архітектури в стилі українського бароко козацьких часів — Храму чудотворця Миколая. Храм розташовано в Городищі на Чернігівщині, його побудовано 1763 року. Реставрацію оплатила родина Довгих, будівлю було перевезено до Національного Музею народної архітектури та побуту Пирогів.

## Сім'я
Олесь одружений, виховує синів Макарія та Матвія.
- Батько Станіслав Довгий — вчений, підприємець, громадський діяч і політик
- Мати Лариса Михайлівна Довга — професорка університету «Києво-Могилянська академія», докторка філософських наук[42]
- Дід — Олексій Довгий, український письменник, поет. Автор 36 видань, перекладених 12 мовами світу.
- Бабуся — Марія Довга, заслужений вчитель України.
- Дружина — Ірина
- Колишня дружина — Катерина Горіна, донька колишнього народного депутата від Партії регіонів Ірини Горіної[43].

## Нагороди
- Орден Святого апостола Андрія Первозванного (УПЦ КП) I ступеня (вересень 2008).
- Орден «За заслуги» III ступеня (Указ Президента України від 28 травня 2009).[44]
- Жовтень 2020 — Орден святителя і чудотворця Миколая, від Митрополита Київського і всієї України Епіфанія[45]